# The Spy Who Came in from the Cold (filme)
The Spy Who Came In from the Cold é um filme britânico, de 1965, do gênero drama, dirigido por Martin Ritt, com roteiro de Paul Dehn e Guy Trosper, baseado no livro The Spy Who Came in from the Cold de John Le Carré, com música de Sol Kaplan.

## Sinopse
Em Berlim, espião britânico, amargurado e afastado do serviço, recebe proposta de antigos inimigos para que se torne um agente duplo. Ele é levado para trás da cortina de ferro e encontra seu antigo oponente.

## Elenco
- Richard Burton ....... Alec Leamas
- Claire Bloom ....... Nan Perry
- Oskar Werner ....... Fiedler
- Sam Wanamaker ....... Peters
- George Voskovec ....... advogado da Alemanha Oriental
- Rupert Davies ....... George Smiley
- Cyril Cusack ....... Control
- Peter van Eyck ....... Hans-Dieter Mundt
- Michael Hordern ....... Ashe
- Robert Hardy ....... Dick Carlton
- Bernard Lee ....... Patmore